# Mersey Beat
Mersey Beat is een Engelse dramaserie (politieserie) die op de Engelse tv werd uitgezonden van 2001 tot 2004. Men leeft mee met alle figuren uit een bepaald politiebureau in Engeland. Een van de hoofdfiguren is Superintendent Susan Blake, gespeeld door Haydn Gwynne.

## Rolverdeling
| Acteur             | Personage                   |
| ------------------ | --------------------------- |
| Bernard Merrick    | Sgt. Mark Salt              |
| Emily Curteis      | Jess Blake                  |
| Francesca Curteis  | Jess Blake                  |
| Mark Aiken         | Guy Morgan                  |
| Yasmin Bannerman   | Blue McCormack              |
| Bridget Fry        | Mary Connolly               |
| Simon Merrells     | Chris Traynor               |
| Sean Arnold        | Chief Constable Harvey      |
| Anthony Booth      | Bernie Oulton               |
| Joshua Littler     | Charlie Blake               |
| Jordan Livesey     | Charlie Blake               |
| Reece Livesey      | Charlie Blake               |
| Heather Bleasdale  | Caroline Morgan             |
| James Carlton      | Kit Lyndon                  |
| Louis Emerick      | Phil Brack                  |
| Julia Haworth      | Jenny Oulton                |
| Andrew Mullen      | Charlie Blake               |
| Matthew Mullen     | Charlie Blake               |
| Steven Sinclair    | Jack Connolly               |
| Richard Albrecht   | Sgt. Chris Armstrong        |
| Denise Black       | Irene Gentle                |
| Paul Kavanagh      | Dave                        |
| Kevin Whately      | Philip Kitchener            |
| Declan Wilson      | Paramedic                   |
| Paul Broughton     | Phil Franklin               |
| Craig Heaney       | Mo Ferrer                   |
| Suzanne Hitchmough | Paula Heery                 |
| Phil Campbell      | Peter Orton                 |
| Claire Sweeney     | DS Roz Kelly                |
| Stephen Moore      | Chief Constable Mike Bishop |
| Haydn Gwynne       | Supt. Susan Blake           |
| John McArdle       | Insp.                       |
| Leslie Ash         | Insp. Charlie Eden          |
| Jonathan Kerrigan  | PC Steve Traynor            |
| Chris Walker       | PC Larry 'Tiger' Barton     |
| Joanna Taylor      | PC Jackie Brown             |
| Josie D'Arby       | PC Jodie Finn               |
| Michelle Holmes    | PC                          |
| David Hargreaves   | Sgt. Bill Gentle            |
| Paul Bown          | Dr. Al Blake                |
| Eileen O'Brien     | Maddie Wright               |
| Shelley Conn       | PC Miriam Da Silva          |
| Danny Lawrence     | Sgt. Danny Jackson          |
| Kathy Jamieson     | Dawn Oulton                 |
| Scot Williams      | PC Glenn Freeman            |
| Mark Womack        | DI Pete Hammond             |
| Gary Cargill       | Lester Cartwright           |
| Tupele Dorgu       | Natalie Vance               |